# Guy II de Laval
Pour les articles homonymes, voir Guy de Laval.
Guy II de Laval dit Le Chauve († ap. 1105), troisième seigneur de Laval (Mayenne) est le fils aîné de Hamon de Laval, auquel il succède entre 1076 et 1085 dans la seigneurie de Laval. À noter qu'il y a parfois confusion dans les livres entre Guy II de Laval, et son fils Guy III de Laval.

## Famille
Il se marie trois fois :
1. Épouse au nom resté inconnu ;
2. Denise de Mortain, fille de Robert de Mortain, comte de Mortain et demi-frère de Guillaume le Conquérant par sa mère Arlette de Falaise ;
3. Cécile.

De ses mariages, il a les enfants suivants dont on ne sait pas exactement qui est la mère de chacun d'eux : 
- Guy III de Laval († entre 1130 et 1142) ;
- Gervais de Laval († après 1142) ;
- Agnès († après 1142), épouse de Hugues, sire de Craon ;
- Une fille au nom resté inconnu et qui serait l'épouse de Raoul VII de Beaumont-au-Maine vicomte de Maine.

## Histoire

### Héritier
Pour l'Art de vérifier les dates, il est le successeur de Hamon de Laval en la terre de Laval. Devenu héritier en 1080, il s'empare violemment des biens dont ses prédécesseurs avaient enrichi leurs fondations pieuses. Après avoir repris aux moines de Saint-Martin des vignes qu'ils tenaient de la munificence de son père, il spolie les religieuses d'Avesnières qui durent acheter à prix d'argent la confirmation de leurs droits.
Ensuite il s'attaque à l'abbaye d'Évron et contraint les moines à lui rendre la terre de Sainte-Marie et d'autres biens que leur avaient donnés les seigneurs de Laval. 

### Querelle avec Château-Gontier
En 1085, eut lieu entre les Castrogontériens et les Lavallois une querelle qui les mit aux mains, mais on a donné, selon l'abbé Angot, à cet événement une gravité exagérée. Le seul texte qui la mentionne est celui de la Chronique de Saint-Aubin. Il est en cinq mots : LXXXV. — Prælium inter Castrogunterianos et Lavallenses, ce qui s'interprète mieux d'une bataille ou bagarre que d'une guerre, qui aurait eu lieu entre les habitants des deux baronnies. Quant à ce qu'ajoute Charles Maucourt de Bourjolly que Salomon de Sablé et Amaury de Craon se seraient interposés pour la paix, « après quelques pertes de part et d'autre », il faut le laisser à sa charge, comme beaucoup d'autres inexactitudes, d'autant plus qu'il n'y avait alors ni de Maurice de Craon ni d'Amaury de Craon. Quoi qu'il en soit, guerre ou simple combat sans intervention probablement des barons, eurent lieu du temps de Renaud III de Château-Gontier.

### Religion
Guy fit à divers monastères, et surtout à celui de Marmoutier et à ceux de Saint-Serge et de Ronceray d'Angers, des libéralités consignées dans les cartulaires de ces maisons : par exemple, la Chapelle Notre-Dame de Bréal. On y remarque qu'il avait épousé en secondes noces Cécile, que quelques-uns font sortir de la maison de Mayenne.

### Mort
Guy ne s'associe pas à Geoffroy II de Mayenne et à Hubert de Sainte-Suzanne pour repousser du Maine la domination normande; son alliance avec Guillaume le Conquérant, les faveurs qu'il en avait reçues le tinrent écarté de ce débat. 
Guy mourut vers 1105, et fut enterré à l'Abbaye de Marmoutier auprès de sa première femme.

## Légendes
La coutume veut faire apparaître que les armes de la famille de Laval leur aient été données par Guillaume le Conquérant en reconnaissance des services qu'ils lui auraient rendus lors de l'invasion de l'Angleterre en 1066. "Guillaume, dans l'enthousiasme de son succès, ne croit pas devoir mieux récompenser les fils de la Maison de Laval qu'en faisant alliance avec elle par le mariage de Denise de Mortain, sa nièce, et en déchirant le tiers de ses armes dont il lui fait présent pour l'intercaler dans son blason". C'est une pure légende puisque les Laval n'apparaissent dans aucun des documents ou listes établis au lendemain des événements. 
Une autre légende mentionne que revenant de l'expédition contre l'abbaye d'Évron, enivré par succès, plaisantant sans respect les religieux qu'il avait vaincus, il se tournait vers l'Eglise et osait insulter par de présomptueuses menaces la sainte Mère de Dieu elle-même, qui y est honorée. C'en était trop; sa tête demeura tournée en arrière, sans qu'il pût la ramener à sa position naturelle. La leçon était forte autant que méritée; elle ne fut pas inutile. Guy touché de repentir implora son pardon, restitua, et obtint enfin sa guérison par les prières « d'un bon abbé » . La tradition ajoute, selon l'abbé Gérault, qu'au moment de sa punition, il fit vœu de bâtir une chapelle à l'endroit où il se trouvait: on la montre sur le chemin de Saint-Christophe à Évron. On l'appelle la chapelle du Torticolis ou des Hermaudières ; elle est petite et se termine en rond-point.